# 铜鼓县
铜鼓县在中国江西省西北部，是宜春市所辖的一个县、地處贛西北邊陲，修河上游，東南鄰宜豐縣，南接萬載縣，西界瀏陽市、平江縣，北連修水縣，地形西寬東窄，略呈三角形狀。客家人口占全县人口的70%，也是江西北部唯一客家县。縣政府駐永宁镇。

## 行政区划
铜鼓县下辖6个镇、3个乡：
永宁镇、温泉镇、棋坪镇、排埠镇、三都镇、大塅镇、高桥乡、港口乡、带溪乡、花山林场、大沩山林场、茶山林场和龙门林场。

## 歷史沿革
商周屬艾國，故後襲稱「艾」。
隋開皇九年，屬建昌縣。
武周長安九年，建昌縣析置武寧縣，此地屬武寧縣。
唐睿宗景雲元年，改武寧縣為豫寧縣。寶應元年豫寧縣復為武寧縣。
唐德宗貞元十六年二月，析武寧西八鄉置分寧縣，隸屬洪州。
北宋，分寧縣屬江南西路洪州鎮南軍，後改為寧縣。開寶八年，寧縣復為分寧縣。
南宋建炎四年，升分寧縣為義寧軍，在今銅鼓縣境內設立定江寨，置游擊。
元至元二十三年，於武寧縣置寧州，隸龍興路，下轄武寧縣、分寧縣。大德八年，寧州移治分寧縣，仍隸龍興路。
元末，朱元璋改龍興路為洪都府；1363年又改洪都府為南昌府。
明洪武三年十二月，寧州降為寧縣，仍隸南昌府。
洪武八年置定江巡檢司。
弘治十六年，寧縣又升為寧州，屬南昌府。
萬曆四年，李大鑾舉兵抗明，被鄱陽守備鄧子龍鎮壓。為此，萬曆五年，在瀏陽縣、平江縣、新昌縣（今宜豐縣）、萬載縣、寧州交界的山區擇地，於寧州武鄉二十四都（今銅鼓縣城）設銅鼓石守備司，守備鄧子龍鎮守，興建城垣，以境內有「銅鼓石」而得名。
清雍正元年，瑞州府同知移駐銅鼓，設置瑞州分防府。雍正六年設「銅鼓營把總廨」。
乾隆三十二年設銅鼓營都司衙署。
嘉慶三年七月鎮壓白蓮教劉聯登、宋懷璞、魏文宗有功，於嘉慶六年六月改寧州為義寧州，以示嘉許。
光緒二十九年，裁撤綠營都司，提議「改營設縣」未果。
光緒三十二年，同盟會「萍醴瀏大起義」波及此地。
光緒三十四年，清廷援虔南先例，改銅鼓為撫民廳。
宣統二年正月初一（1910年2月10日），廢銅鼓營，設銅鼓撫民廳；勘界時義寧州武鄉金雞橋之南的上半鄉（五十三、五十四、五十五都）、崇鄉高坳、港口之南的上半鄉（二十一都至二十八都）劃歸銅廳鼓。當時反對分治的本地人士稱「銅鼓設縣，地少人少，繳納錢糧，負苛奇重，民無以堪」，直至1915年中秋才平復。
1912年全國廢除府、州、廳，铜鼓废厅建县，直隶江西省。
民国三年全省划分四道，属浔阳道。民国十五年，废道，铜鼓直隶省政府。
民国三十一年8月，全省调整为9行政区，铜鼓属第二行政区，设治宜春。
1949年7月14日，中国人民解放军第四野战军第十五兵团第45军第135师第405团副团长韩怀智率前卫营解放铜鼓县城。隶属于袁州专署、袁州军分区（由第四野战军第157师师直三分之一人员率第471团组建）。袁州专区以东北合江省南下干部为基础，加安东省一部分南下干部，建立党政机关。其中39名南下干部分配到铜鼓县民主建政。首任县委书记李民，首任人民政府县长周秉章。
1952年9月，袁州专区并入南昌专区。1958年12月，南昌专区改为宜春专区。1968年2月，宜春专区改为宜春地区。2000年8月，撤销宜春地区，改设宜春市，铜鼓隶属宜春市。
自大革命以来，铜鼓县有2万多人参加革命牺牲。其中绝大部分，因为档案无考，或因无子嗣，未能留下姓名。1985年第三次全县烈士普查，在册烈士2828人。

## 地理
位于江西省西北部。
境内以山地为主。县域西部的大围（沩）山，为罗霄山脉一部。最高峰七星岭，海拔1608米，位于西南部排埠镇与湖南省交界处的湖南境内；羊场尖，海拔1541米。其东支脉新开岭，横贯县域腹地，为定江河与金沙河分水岭。县域西北是幕府山南支余脉山枣岭，是铜鼓与平江县分界。县域东南的九岭山，铜鼓与万载县界的称太阳岭；铜鼓与宜丰县界称黄蘖山。
全县森林覆盖率高达87.4%，居江西省之首。
气候宜人，适合南方各种作物的生长，年均气温为13.1-15.1℃，且雨量充沛，年降雨量为1764.5-1802.8mm。 冷害天气，十年九遇。冷冻与积雪成灾，最大积雪深度24厘米，造成公路中断。
主要河流有金沙河、定江河，均为修水上游支流。金沙河，又名西水、东津水，发源于紫草坪，在港口乡涂家坝进入修水县。长50.6km，流域面积695.32km2，多年平均径流深907mm，平均径流总量59862万m3. 定江河，又名东河、武宁乡水，发源于血树坳，在古桥乡金鸡桥流入修水县。长70.9km，流域面积888.37km2，多年平均径流深999mm，平均径流总量68154万m3
最大湖泊（水库）为大塅水库。

## 交通
- 大广高速在县东部带西乡过境，为南北走向。另外一条至省会的叫昌铜高速，东西走向横穿县境， 向西出省与湖南浏阳至长沙的高速连接。铜鼓至南昌高速170公里左右，铜鼓至长沙高速130余公里，向北至武汉约370公里。

- 铜棋公路：为西水流域五乡镇的老区要道。从县城经温泉、花山、胆坑至棋坪，长43.1km。1966年11月至1968年8月，由省林垦拨款170万元支援老区建设，彻底改变了西水老区人民肩挑步行出山。为省养公路。1975年、1976年又建成县养公路棋坪-幽居公路14.14km；棋坪-港口公路19.5km。
- 220国道:山東東營—廣東深圳，长2584.12公里。
- 240省道：宜丰芳溪—万载，长39.31公里。另外宜丰芳溪至铜鼓与省道319共线。
- 241省道：修水—铜鼓，长100.95公里，县域长36.7km，于1962年8月14日竣工。
- 314省道:奉新—铜鼓带溪，长100.62公里。县域长13.5km。1969-1970年建成。1973年6月24日被洪水冲毁。1977-1980年修复。
- 319省道(上(高)浏(阳)公路):上高—铜鼓铁树坳湖南边界，长109.28公里。县域长度36.1km。宜春公路分局宜丰养路段负责。

1956-1960年炸礁治理航道，使得定江河流放竹木排方便安全。1973年同样治理金沙河。

## 经济
2015年，全县国民经济保持平稳快速增长，社会各项事业和谐发展，产业结构日趋优化。全年完成地方生产总值（GDP）360544万元，比上年增长9.0%。全县完成农林牧渔及其服务业总产值（现价）104214万元，按可比价计算比上年增长3.94%。居民收入进一步提高。2015年全县在岗职工年平均工资（在岗加劳派）45466元，比上年增加5072元，增长12.55%；城镇居民可支配收入：20293元，比上年增加1590元，增长：8.5;农民人均可支配收入7725元，比上年增加 901元，增长13.2%。
财政收入：2015年全县财政总收入83400万元，比上年增长16%。其中地方财政收入67696万元，增长15.1%。全县财政总支出133875 万元，比上年增长10%。
金融机构支持地方经济发展的力度进一步加大，2015年金融机构各项存款余额达到338624万元，比年初增加41549万元，增长13.98%；其中储蓄存款余额为236358万元，比年初增加25246万元，同比增长11.95 %。各项贷款余额达到165882万元，比年初增加21906万元，增长15.2%。
保险事业：全年人寿保险各项保费收入3214万元，比上年增长11.01%。全年支付各种赔款220万元，比去年下降10.9%。财产保险保费收入2598万元，比上年增长2.04%。 赔款2055万元，比去年增长65%。

## 人口
2020初全县户籍总人口 138231 人，其中：男性71858 人，女性66373人。出生人口1711人，出生率12.26 ‰，死亡815人，死亡率5.84‰，自然增长率6.42‰。
习惯称赣语人群为土籍，康熙雍正年间入境的为“怀远”人（即客籍）。全县人口70%为客家人，是江西除赣南之外唯一一个客家县。通行客家话（方言岛，四周为赣语），当地称为“怀远声”；今改用县革委官腔，当地称为“半胡鸭”。本地话又分铜鼓声、武乡声、崇乡声。
民国五年，全县人口159225人。民国20年，全县人口128230人。民国22年，全县人口剧降至53792人。民国30年，全县人口仅剩48050人。民国37年，全县人口51135人。
1953年第一次人口普查，全县人口55678人。2000年，根据第五次人口普查数据：全县总人口131616人；其中： 永宁镇 35332 温泉镇 18646 棋坪镇 10003 排埠镇 11165 三都镇 12062 大段镇 11013 花山乡 2319 高桥乡 5251 幽居乡 2859 港口乡 5036 西向乡 3150 带溪乡 8221 古桥乡 6559（人）
2015年，人口总量保持低水平增长。年末全县户籍总人口139590人，其中：男性72294人，女性67296人，出生人口：1748人，出生率12.71‰，死亡812人，死亡率5.90‰，自然增长率6.81‰。
2018年末全縣户籍總人口138616人，其中：男性71954人，女性66662人。

## 风景名胜
- 南方红豆杉森林公园，面积达4762公顷，公园内有南方红豆杉20多万株；
- 天柱峰国家森林公园，总面积1万多公顷；
- 官山国家级自然保护区，在铜鼓9.2万亩, 占全部面积的53.5%。[4]
- 排埠镇，江西省历史文化名镇
- 1927年毛泽东率部举行秋收起义时的住所暨工农革命军第三团团部旧址肖氏宗祠，为省重点文物保护单位。面阔5间，前后两进。建国后为招待所。1968年修复原貌。
- 革命烈士陵园
- 1977年建有“秋收起义铜鼓纪念馆”,“革命烈士纪念馆”1980年设立于秋收起义铜鼓纪念馆左侧一个面积200平米大厅内。
- 大梅村毛湾曾是湘鄂赣省苏维埃政府所在地、中共湘鄂赣省委机关所在地、湘鄂赣省军区旧址。彭德怀率红五军多次进驻。
- 毛泽东化险福地景区，在与湖南浏阳张坊镇交界的铜鼓县排埠镇月形湾。

## 教育文化
文革时期，由于大批知识分子下基层，各人民公社相继创办初中或完全中学，农村部分小学创设“戴帽”初中班。1976年，全县有初中7所，完全中学10所，在校中学生4785人，其中高中1050人。
1979年，撤销各公社高中班，并入红旗、棋坪、大塅三所片上完中。1981年，撤销棋坪、大塅高中部，并入县中和红旗中学，各初高中取消农业基础知识课。1983年，港口、幽居、高桥的初中并入棋坪初中；二源公社中学改为县二中。1984年，红旗中学高中部改为县职业中学。1985年撤销各林场中学，集中办学为县林业中学。至此，全县设县中、县二中、长林子校、长红子校、职业中学等高中。
2015年，科技研究开发及产业化取得较大发展。年末有各类专业技术人1920人，全年争取上级科研项目8个，申请专利127项，当年授权65项。
教育事业稳步发展，教学质量显著提高。年末全县有中小学校9所，其中，普通高中1所，教师进修学校 1所。在校学生24680人，其中普通高中1863人，职业高中1468人，初中4634人，小学11613人，适龄儿童入学率100 %，巩固率100 %，小学升初中率100%，全县高考二本上线168人，三本上线54人，专科上线243人。
地方剧种为湖南花鼓戏。